# 虚構記事
虚構記事（きょこうきじ、独: Nihilartikel）とは、辞書・百科事典類に故意に混入されている、虚構の記事・項目である。
一般に、架空の事物をでっち上げ、それがあたかも実在の事物であるかのように記述するという書き方をする。架空の事物を事実通り架空のものとして説明している記事は、虚構記事とは呼ばれない（例・エルキュール・ポアロ）。つまり虚構記事とは単純に「虚構について書かれた記事」を意味するのではなく、「記事そのものが虚構」である場合をいう。
このような記事をドイツ語で「Nihilartikel」（ニヒルアルティーケル、「nihil」はラテン語で「虚無」、「Artikel」はドイツ語で「記事」を意味する）と呼ぶが、英語でもそのまま訳されずに借用語として「Nihilartikel」が使われることが多い。
虚構記事を指す言葉として、英語ではそのほかに「Mountweazel」（マウントウィーゼル）という用語が用いられることもある。この用語は1975年版の『新コロンビア百科事典』に挿入された虚構の人物記事「Lillian Virginia Mountweazel」（リリアン・ヴァージニア・マウントウィーゼル、これについては後述）に由来するもので、この虚構記事を紹介した『ザ・ニューヨーカー』誌の記事で用いられた。
同様に、Esquivalienceという実在しない語が新オックスフォード米語辞典（The New Oxford American Dictionary, NOAD）のCD-ROM第1版に掲載されたこともある。これは後述のように著作権侵害の発見を容易にする仕掛けでもあった。

## 概要
事典などで記事を探す場合、通常は外部からの参照を手掛かりにするが、虚構記事には一般にこのような参照が存在しない。それ故、虚構記事は多くの場合、たまたまページをめくっていて目に付くという仕方で発見されるしかない。しかし虚構記事であっても、人目に付きやすいように他の事実について述べた項目と深く関連付けられている場合がある。
例えば単純なパロディの形式をとる場合がそうだが、虚構記事は一見してすぐにそれと分かる方法で書かれている場合が多い。しかし場合によっては、現実の項目をまねて巧みに偽装されたものも存在する。同一の虚構記事が複数の事典から発見されるような場合、そのこと自体が権威付けとなって欺かれやすくなるだろう。虚構記事は一般に、事実について述べた項目と同じ書式で書かれる。人物記事などは書式が特徴的なため模倣しやすく、このことが虚構記事の多くが人物記事の形式をとっていることの一因であろう。
虚構記事の発見は、事典編纂者と出版社によって仕掛けられる一種のゲームだといえる。しばしばゲームは学術的パロディや風刺に発展し、他の事典や学術誌にまで波及することもある。非常に古い事典の場合、どれが虚構記事なのかを調査するための手立てがすでに失われていることもしばしばあり、そのようなケースでは、読者はただ怪しそうな記事についてあれこれ思弁を巡らせるよりほかない。

## 意図と実用性
虚構記事は単純ないたずら心から作られるだけではなく、著作権の侵害をする者を発見するという意図による場合がある。
例えば図鑑や地図など、ある対象を事細かに調べ上げた類いの著作物の場合、本文中にさりげなく誤った情報を数個混入させておけば、それを丸ごと盗用する者は誤った情報だと区別することなく一緒に書き写すはずであり、その項目の有無を確認することによって不法な盗用であることを立証しやすくなる。
このような知的財産権を有する著作物の保護手段として、地図にしばしば掲載されるトラップストリート（故意に描かれる実在しない通り）や、電話帳に実在しない人名と電話番号を混入させるなどの例がある。
読者に誤った知識を刷り込むことのみを目的として作られた記事は、単なる捏造であり、虚構記事としての有用性や娯楽性がない点で大きく異なる。

## 文学ジャンルとしての分類
さまざまな種類の偽物が存在するなかで、虚構記事はどのように分類されるのだろうか。ウンベルト・エーコが1967年に発表した論文「記号論的ゲリラ戦に向けて」の中に、その分類のための手掛かりを見ることができる。
われわれは日々、メディアから流される情報・メッセージにさらされ続けている。エーコによれば「文化ゲリラ」の目的とは、こうした情報・メッセージに対し各自が批判的まなざしを向けることを促進するためのツールを提供することにある。ニセの情報は人々を立ち止まらせ、注意を喚起する。特定メディアが依拠しているコミュニケーション技術に対して、批判的理解を持つことを強いるからである。これはメタコミュニケーションの一形態であり、このようなニセ情報を通じて、メディアの権力に対し受動的になりがちな公衆を教育することができる。事典類に含まれる虚構記事も、このようなエーコの言う「文化ゲリラ」の一種とみることができるかもしれない。

## 虚構記事の例

### 虚構記事を扱うメディア、記者
- ジ・オニオン
- ウィークリー・ワールド・ニューズ
- 虚構新聞
- 虚報タイムス
- やゆよ記念財団 - 痛みの基準はハナゲを参照
- トマッソ・デベネデッティ（英語版） ‐ 悪ふざけで死亡説などのデマ情報を流すイタリア人ジャーナリスト[3][4]。

### 公的情報源
ヤーコプ・マリア・ミーアシャイト
ドイツ連邦議会の議員目録には、「ヤーコプ・マリア・ミーアシャイト」(Jakob Maria Mierscheid) という名の架空の議員名が掲載されている。この人物は1933年3月1日に生まれ、1979年12月11日以降、連邦議会議員を務めていることになっている。ヴァイマル共和政期に、国旗団員がレストランでの支払いを逃れるため、架空の議員をでっち上げたのがこのミーアシャイトの由来だとされる。ドイツ連邦議会のウェブサイトにはミーアシャイトの公式経歴が掲載されている。

### 辞書・事典類
『アップルトンのアメリカ人名事典』
1887年から1889年にかけて出版された全6巻の『アップルトンのアメリカ人名事典』は、アメリカ史上最初の本格的な人名事典として、研究者や学生に愛用されていた。しかし出版されてから30年後の1919年、植物学者のジョン・バーンハートがこの事典の信頼性に疑義を呈する論文を発表する。バーンハートはその論文で、この事典に記載されている何人かの植物学者が架空の人物である可能性を示唆した。これをきっかけに調査がはじまり、その結果、200以上の記事が実在しない人物に関するものだと判明した。その多くは、19世紀に新大陸を調査したとされるヨーロッパの架空の科学者だった。虚構記事を多数含むことが判明したのち、この事典は多くの図書館から撤去された。1968年にはゲイル・リサーチ・カンパニー (Gale Research Company) がこの事典を再版したが、この際にも虚構記事はそのままにされ、虚構記事を多数含むことを知らせる注意書きも付け加えられなかった。虚構記事を執筆した人物については知られていないが、恐らく原稿料を水増しするために記事をでっち上げたのだろうと推測されている。
ズズクスジョアンウ
1903年に出版された『音楽愛好者のための事典』には「ズズクスジョアンウ」 (Zzxjoanw) という項目が掲載されており、これはマオリ語で太鼓を意味するとされていた。この記載は1950年代の版まで続いたが、マオリ語にはそもそも Z, X, J で転写される音素が存在しないことから、これが虚構記事であることが判明した。
リリアン・ヴァージニア・マウントウィーゼル
代表的な1巻本百科事典として知られる『新コロンビア百科事典』の1975年版には、「リリアン・ヴァージニア・マウントウィーゼル」(Lillian Virginia Mountweazel) という架空の人物記事が含まれている。記事によると、マウントウィーゼルは1942年、オハイオ州生まれの噴水デザイナー兼写真家だった。田舎の郵便受けの写真を撮り続けた事で知られ、1973年に雑誌『可燃物』に依頼された仕事中に爆死したとされていた。
『ニューグローヴ音楽大事典』
1980年版『ニューグローヴ音楽大事典』の第1刷には、虚構記事が2項目含まれていた。ひとつはイタリアの架空の作曲家「グリエルモ・バルディーニ」(Guglielmo Baldini) についてのものであり、もうひとつは「ダグ・ヘンリーク・エスロム＝ヘレロプ」(Dag Henrik Esrum-Hellerup) というデンマーク出身の実在しない作曲家の記事だった。フルート奏者、指揮者でもあったエスロム＝ヘレロプは、クリスチャン9世に仕えた宮廷音楽家を父とし、1850年に作曲されたオペラ（現在では散逸）はスメタナにも激賞されたとしていた。「エスロム＝ヘレロプ」という姓は、コペンハーゲンにある二つの鉄道駅の名前からとられたものだった。この版ではもうひとつの虚構記事「ラザーニェ・ヴェルディ」(Lasagne Verdi) も計画されており、編纂者の間では原稿が回覧されていたが、印刷所に回される直前に撤回された（「Lasagne」とはラザニアのことである）。日本語版では、編纂者の間で虚構記事の存在が周知され、慎重に取り除かれたといわれている。
アポプドバリア
1986年にドイツで出版された『新パウリー古代百科事典』には、「アポプドバリア」(Apopudobalia) という古代ローマに存在したとされる架空のスポーツの記事が含まれていた。記事によるとこのスポーツは現代のサッカーに似ており、ローマ軍団の間で人気を博し、それがやがてグレートブリテン島に伝わったとされていた。
石ジラミ
1983年にドイツで出版された医学辞典『シレンベル臨床辞典』には、「石ジラミ」（Steinlaus, 学名は Petrophaga lorioti）という架空の生物に関する記事が掲載されている。この生物はもともと、漫画家のヴィッコ・フォン・ビューロウ (Vicco von Bülow) が1976年に考案したもので、学名はビューロウのペンネームである「Loriot」から付けられている。設定によるとこのシラミは、1日あたり28キログラムの石を食い荒らすとされている。石ジラミの記事は1996年にいったんは削除されたが、読者からの要望で翌年には復活し、その際にはベルリンの壁崩壊との関連を述べた節が追加されている。
エスキヴァリエンス
『新オックスフォード米語辞典』の2001年版には、「esquivalience」（エスキヴァリエンス）という見出し語の虚構記事が含まれていた。これはCD-ROM版の著作権を守るために混入されたもので、編纂者の一人であるエリン・マッキーンもこれが虚構記事であることを認めている。この語の意味は、「意図的に自分自身の公的責任を逃れること」と説明されている。
酢豆腐
かつて日本の複数の国語辞典には、「酢豆腐」に「生豆腐に酢をかけた食品」というまったく誤った語釈を与えていた。これは、他の辞書編纂者が無検証のまま転載したためで、『広辞苑』の初版（1955年刊行）あたりで指摘されるまでいくつかの辞書に同様の記述が見られた。本来の酢豆腐は落語ネタ『酢豆腐』の若旦那に由来し、半可通を意味する言葉であり酢豆腐という食べ物も実在しない。
なお『広辞苑』では第二版（1969年）から正しい内容に修正されているが、その後も『角川国語辞典 新版』（1969年）など、語釈が誤ったままの辞書もある。
『いちばんくわしい日本妖怪図鑑』
1972年出版の子供向けの妖怪図鑑でベストセラーにもなったが、伝承として確認できない妖怪も複数掲載されている。塗仏を「びろーん」の名前で紹介、ぶよぶよした体で人の顔や首を撫で、塩をかけると消え去るとしているが、元より塗仏は名前と姿以外の概要は不明である。名前についても著者の佐藤有文は江戸か平安の絵巻に書かれていたものと発言しているが、彼の創作であると指摘されている。同書は解説している妖怪と関係のない絵画が掲載されていたり、映画に登場した妖怪の項目もあり、スチル写真を掲載している。ただ、こういった妖怪本は当時としては他にもみられたことだった。

### 地図
地図に記された架空の町はペーパータウン (paper town)、幽霊集落 (phantom settlement) などと呼ばれる。特に著作権侵害への対抗策として故意に記載された虚構の道路はトラップストリートと呼ばれる。軍事上の重要施設が地図上で偽って表現される場合もある（戦時改描参照）。
アグロー
アグロー (Agloe) は米国ニューヨーク州・キャッツキル山地の中を走る道路の無名の分岐点に与えられた虚構の地名である。地図会社が「著作権トラップ」として記入したが、この場所で実際に「アグロー」の名を冠したロッジが営業を始め、あたかも現実の地名のように使われた。青春小説の舞台として著名となり、地元住民により看板が立てられた。アメリカ地質調査所が地名情報システムに「非公式」としながらも登録、また一時期はGoogle マップにも記載された。
ゴブルとビートス
ゴブル (Goblu) とビートス (Beatosu) は、1978年、米国ミシガン州発行の道路地図に掲載されたオハイオ州の架空の地名である。ミシガン大学卒業生の担当者が、母校のスポーツチームへの応援メッセージを忍ばせたもの。
アーグルトン
アーグルトン (Argleton) は、Google マップに現れた英国の「幽霊集落」である。その地理情報は現実のさまざまなデータと関連付けられ、ネット上であたかも実在の町であるかのように振る舞った。

### トリヴィア本等
『金の七面鳥賞』
映画評論家のマイケル・メドヴドとハリー・メドヴドの書いた本『金の七面鳥賞』は、古今の最低映画を収集し顕彰したものだが、このなかには1本だけ実在しない映画が含まれているという。これは読者のためのクイズとして混入されている。
『トリヴィア百科事典』
フレッド・ワースの『トリヴィア百科事典』には著作権侵害対策として、クイズに対して故意に誤った回答を混ぜてあるという。トリヴィアの知識を試すボードゲーム「トリビアル・パスート」(Trivial Pursuit) が発売された際、この著作を下敷きにしていないかどうかを判断するためにこの誤りが利用されたといわれている。
『世界の駄っ作機』
軍事評論家の岡部いさくが模型雑誌『モデルグラフィックス』誌上に連載しているエッセイ『世界の駄っ作機』は、各国の失敗した航空機を扱ったものだが、連載初期に一度、これまでの連載のうちに一つ含まれている架空の航空機を当てろというクイズ企画が行われたことがある。このクイズの正解は『モデルグラフィックス』1996年2月号に掲載された「エアスピード・アセイラント」という戦闘機であり、アセイラントを紹介した虚構記事は単行本化の際にも「特別編」として収録されている。
snoopes.com（都市伝説出典ページ）
「snoopes.com」として知られる「都市伝説出典ページ」には「失われた伝説の貯蔵庫」(The Repository of Lost Legends) と呼ばれる部門があり、ここにはでっち上げられた伝説に関する誤った議論が収録されている。これは、このウェブサイトを出典とすることで自分の主張を権威付けようとする利用者への警告であり、馬鹿げた主張に対してはきちんと出典を確認することを促進する目的で混入されている。

### 雑誌
攻略記事
1986年に新声社が発行したゲーム雑誌『ゲーメスト』4号で掲載された「イシターの復活」のルームリスト内の数カ所に、実際にプレーする人に対して影響のない範囲で虚偽の記述があった。これは攻略記事の筆者（以下「筆者」）があらかじめ記事の盗用対策として意図的に施したものだが、記事が掲載されてから数カ月後、この間違ったままの形で『マイコンBASICマガジン』に無断転載されていたことが明らかになった。さらに筆者は盗用元が「原稿」か「記事」かの切り分けができるように、原稿と記事とで異なる記述をしていた。これにより原稿が何らかの形で流出したうえでの盗用であると結論付け、筆者は『ゲーメスト』誌面上で抗議を行った。しかしどのような結末になったのかはっきりしないまま、この件はうやむやになっている。
ウソ技
1985年から1997年にかけて徳間書店が発行したゲーム雑誌『ファミリーコンピュータMagazine』には、裏技を紹介する「超ウルトラ技」というコーナーが存在した。このコーナーでは1986年1月号から「ウソ技」（「ウソテク」と読む）と呼ばれる企画があった。これは掲載された裏技の中に、ひとつだけ実際には存在しない裏技が混ざっており、それをはがきで指摘すると抽籤でプレゼントが当たるというものであった。名目上は懸賞付きクイズという趣旨で行われていたが、実際には他のゲーム雑誌に技を利用されるのを防ぐ目的も兼ねていたと考えられる。
機動戦士Oガンダム
みのり書房が刊行したアニメ雑誌『月刊OUT』の1986年3月号には、『機動戦士Ζガンダム』に続くガンダムシリーズの新作として『機動戦士Oガンダム 光のニュータイプ』という架空のテレビアニメの紹介記事が掲載された。これはフルカラーのセル画を用いており、各話リストや監督へのインタビュー、主題歌の歌詞およびレコーディング模様やプラモデル・小説版などの関連商品に至るまで作り込まれたものだった。なお、新作として実際に製作されていたのは『機動戦士ガンダムΖΖ』であり、この虚構記事の直後のページに実際の『ΖΖ』の紹介記事が掲載されている。また、記事で紹介された内容から設定を改変した上で、1987年6月号から同誌上で小説版が連載されている。この『Oガンダム』のほかにも、『OUT』は架空のテレビアニメ紹介記事を複数掲載していた。
リュウトカゲ
平凡社の科学雑誌『アニマ』1987年12月号に、動物学者の疋田努による論文という体裁をもって掲載された、架空のトカゲ類の記事。このトカゲは竜のモチーフとなった、という設定で、翌年の干支の動物にちなんだ特集記事の一環として執筆された。

### 料理
スウェーデン風レモンエンジェル
アメリカの奇術師デュオ「ペンとテラー」(Penn and Teller) による、『ペンとテラーの食べ物で遊ぶ方法』には、実際には作ることのできない「スウェーデン風レモンエンジェル」(Swedish Lemon Angels) というクッキーの料理法が掲載されている。これはふくらし粉に使われる炭酸水素ナトリウム（重曹）にレモン汁を加えるというもので、これにより炭酸ガスの泡が発生して台所がめちゃくちゃになる。この料理法は著作権侵害を防ぐために掲載されたわけではないが、他の料理本やインターネット上の料理法サイトには、しばしばこの料理法が（その結果に言及することなく）掲載されている。

### エイプリルフール
サンセリフ
1977年4月1日の英紙『ガーディアン』には、サンセリフ (San Serriffe) と呼ばれる架空の島国の近況を伝える7ページの追補記事が含まれていた。記事はこの国の独立10周年を祝う内容だった。同紙が伝えるところによれば、サンセリフはインド洋のセーシェル諸島近くに位置するが、ある特殊な海流の影響と浸食作用によって、その位置は変化しつつあるとされていた。この島国の首都はボドニ (Bodoni) で、ほかにはクラレンドン港 (Port Clarendon)、アーリアル (Arial) といった地名が存在するとされていた（サンセリフ〈sans-serif〉は欧文書体の分類のひとつであり、ボドニ、クラレンドン、アーリアルは書体名である）。記事は広告とも連携した凝ったもので、例えば石油会社テキサコの広告で、2週間のサンセリフ旅行を賞品とするコンテストが宣伝された。この記事が掲載された直後『ガーディアン』編集部にはサンセリフに関する情報を問い合わせる電話が殺到したという。サンセリフは1978年、1980年、1999年にもでっち上げ記事に登場しており、これは近年最も成功したでっち上げの一つに数えられている。なお英語版ウィキペディアの記事「サンセリフ」は、初版が虚構記事のかたちで投稿されている。2012年にはサンセリフ島で発行されたとする切手がeBayオークションに登場している。
『ディスカヴァー』誌
アメリカの科学誌『ディスカヴァー』では、4月号にエイプリルフールのでっち上げ記事がたびたび掲載されている。次の号には決まって、騙された読者からの怒りの投書が寄せられる。有名なものでは、ボウリング大の素粒子「ビゴン」の発見を伝える記事や、南極大陸で発見された新種の生物「アタマワキハダカコオリクイ」(Hotheaded Naked Ice Borer) に関する記事がある。アタマワキハダカコオリクイは骨組織が血管で満たされており、この熱によって氷を溶かして穴をあけることができるのだという。ふだんは群れで獲物近くの氷に穴を掘って隠れており、獲物（主にペンギン）が水に飛び込むと一斉に穴から出てきて襲い掛かるとされた。この生物はイタリアの動物学者アプリーレ・パッツォ (Aprile Pazzo) によって発見されたことになっていたが、Aprile Pazzo とはイタリア語でエイプリルフールのことである。
XNI-02
1970年代にハンガリーの航空雑誌『Repülés』に記事が掲載された、第二次世界大戦中に試作されたとされるハンガリー製ジェット戦闘機。実際にはエイプリルフールのためにでっち上げられたものである。なお、記事中には市販のプラモデルを改造したものを用いた「実機写真」も掲載された。

### その他
『驚異の動物たち』
オーストラリアの古生物学者ティム・フランネリーが画家のピーター・シャウテンと協同で上梓した『驚異の動物たち』は地球上に生存する風変わりな動物たちを紹介した本である。しかしこの本には一つだけ実在しない動物が含まれており、どれをでっち上げと特定するかは読者に委ねられている。
笑っていいとも板
『2ちゃんねる公式ガイド2002』の第4章「2ちゃんねるほぼ全板ガイド2002」には、「笑っていいとも板」という匿名掲示板2ちゃんねるにあるとされる架空の板のガイド記事が含まれていた。ガイドによると、この板は開設当時留学生であった西村博之がテレビ番組「森田一義アワー 笑っていいとも!」を追うために作られた専用板で、名無しの名前は「名無しでいいとも」とされていた。これはお遊びとして混入されたものと考えられる。その後の2003年に開設された番組ch(フジ)板では名無しの名前が「名無しでいいとも！」になっている。
『虚構新聞』
滋賀県在住の人物「UK」が運営するWebサイト。「一見するとあり得そうな」虚構の事物をいわゆるネットニュースを模した形式で掲載する。実在する企業や人名を採用したリアリティのあるネタのためしばしば意図せず（あるいはネタにされた側の意図によって）「虚構」が「事実」になってしまうことがあり、その度に「謝罪コメント」を発表するのがお約束となっている。

## 関連する種類の書籍

### 文学作品
虚構記事とは現実の百科事典に混入されたフィクションだが、一方で文字通り「百科事典フィクション」と呼び得るテクストも存在する。例えばホルヘ・ルイス・ボルヘスの短編小説「トレーン、ウクバール、オルビス・テルティウス」の語り手は、1917年版『アングロ・アメリカン百科事典』（これは1902年版『ブリタニカ百科事典』の海賊版である）に「ウクバール」という地名を発見し、その後（完全に架空の）『トレーンに関する最初の百科事典』という書物に遭遇する。ボルヘスの物語は実在する事物と架空の事物とが混在する多数の参照から成っており、読者はそこで参照されている事項を調べるために、現実の百科事典やインターネットを用いることになる。不用意な読者なら、幾つかの虚構記事を仕込んでおくことによって、ボルヘスの創造した架空の事物を実在のものと勘違いしてしまうかもしれない。英語版ウィキペディアの記事「ウクバール」の初版はウクバールが実在の地名であるかのような書き方で投稿されており、実際に虚構記事の体裁をとっていた。
ボルヘスはこの他にも、架空の書物の書評という形を取った文学作品をものしている。同様の形式の作品はポーランドのSF作家スタニスワフ・レムによっても書かれており、レムが作中で取り上げている架空の書物を実在のものと勘違いして注文しようとした学者もいたという。ボルヘスの作品では『ハーバート・クエインの作品の検討』、レムの作品では『完全な真空』や『挑発』が架空の書評集であるほか、レムは『虚数』という架空の書物の序文集も執筆している。
ミロラド・パヴィチは、実在した遊牧民族ハザールについての事典という体裁を取った奇想小説『ハザール事典』を執筆している。
筒井康隆の『乱調文学大辞典』は、百科事典における虚構記事の存在を逆手に取ったような作品。つまり「文学辞典」の体裁をとりながら、説明はほとんどが虚構や駄洒落や作者の愚痴で埋め尽くされ、わずかながら真実が含まれている、というもの（何が真実かは一部を除いて明記されていない）。果ては「エッチング」など、文学とは何ら関係のない項目すら含まれる。
宮下あきらの漫画『魁!!男塾』では、劇中で「民明書房」という架空の出版社の架空の書籍が度々引用されたが、その引用内容は全て作り話である。しかし読者は小中学生が大半であったため、内容を信じる者も多かった。
橋本治は、かつて『キネマ旬報』に架空の映画評を連載しており、のちに『噓つき映画館 シネマほらセット』として書籍化もされた。
アンブローズ・ビアスの『悪魔の辞典』やギュスターヴ・フローベールの『紋切型辞典』は、辞典の体をなしながら辞典らしからぬ主観性を盛り込むという手法で面白みのある皮肉を生み出している。

### ニセ報告書
関連する存在として、ノンフィクション形式で書かれたでっち上げ文書というものがある。有名なものとしては、1967年に出版された『アイアンマウンテン報告 平和の実現可能性とその望ましさに関する調査』が挙げられよう。これは、1966年に『ニューヨーク・タイムズ』紙に掲載された「平和への怯え」から株価が暴落したニュースに刺激され、ポール・リュインらがでっち上げたニセの報告書である。執筆には多くの学者やジャーナリストが協力したとされ、経済学者のジョン・ケネス・ガルブレイスもそのうちの一人だったといわれる。この報告書は、ある政府機関からの依頼で民間の調査委員会がまとめたものとして書かれ、戦争が消滅し完全な平和状態が実現されたあかつきには社会が崩壊すると結論付けていた。そして戦争肯定的とも受け取られかねないその過激な論旨から、発禁になったのだと設定されていた。これは極端な戦略思考に貫かれたシンクタンク報告書の書式を徹底して模倣したパロディだったが、出版された当時、多くの政府関係者がこの報告を本物だと考えたという。

### ニセ学術論文
学術論文のパロディとして書かれたフィクションも存在する。この分野に属するものは、ドイツの動物学者ゲロルフ・シュタイナーによって創造された架空の動物についての『鼻行類』や、SF作家アイザック・アシモフにより書かれた「再昇華チオチモリンの吸時特性」をはじめとして枚挙にいとまがない。『再現不能結果ジャーナル』や『不可能研究年報』など、こうした種類のパロディ論文を扱う専門誌も存在する。ソーカル論文の事例のように、極めて論争的意図からパロディ論文が書かれることもある。

### その他
時には意図的にではなく手落ちによって、実在しない事物についての記事が混入してしまうこともある。1934年に出版された『ウェブスター新国際英語辞典』第2版の初期の刷には、「dord」という見出し語が掲載されており、この単語の意味は「物理学・化学用語で密度 (density) のこと」と説明されていた。しかしこれは、「D or d, cont./density.」と書かれたスリップ（語彙収集に使われるカード）を編纂者が読み誤った結果混入した、実在しない単語だった。
このスリップを書いた人物の本来の意図は、「D」あるいは 「d」(D or d) と略される語のリストに「density」を追加せよ、というものだった。ところが最初の「D or d」の部分を編纂者が誤って「Dord」という一つの単語として認識してしまい、それがそのまま掲載されてしまったのである。スリップの見出し語は強調のため隔字体で書かれることになっていたが、そのために「D o r d」のようになってしまい、このことが誤りの原因となったと考えられている。この誤りは査読者のチェックをすり抜けて1935年の版まで生き延びていたが、1939年2月28日、編纂者の一人がこの語の語源説明が抜けていることに気付き、調査を開始。その結果、編纂者のミスであることが判明し、版からも取り除かれることとなった。